# Рахмилович, Виктор Абрамович
Ви́ктор Абра́мович Рахмило́вич (23 июня 1923 — 25 сентября 2003) — советский и российский правовед-цивилист, доктор юридических наук (1980), профессор, заслуженный юрист РСФСР.

## Биография
Родился в 1923 году в Петрограде в семье фоторепортера и преподавательницы французсого языка. В 1940 году поступил на исторический факультет Ленинградского государственного университета. Когда началась Великая Отечественная война, его призвали в армию. Провёл зиму в блокадном Ленинграде. Был демобилизован по зрению в 1943 году.
В 1946 году окончил юридический факультет Московского государственного университета (ученик М. М. Агаркова), в 1950 году — аспирантуру Института права АН СССР. В 1955 году защитил кандидатскую диссертацию «Основные вопросы договорной ответственности по советскому гражданскому праву».
С 1957 по 1968 год преподавал гражданское право и гражданский процесс во Всесоюзном юридическом заочном институте. В 1968 году стал научным сотрудником ВНИИ советского законодательства. В 1980 году защитил докторскую диссертацию «Гражданско-правовые формы хозяйственного расчёта в промышленных производственных объединениях промышленности СССР». В 1984 году был удостоен звания заслуженного юриста РСФСР.
Автор около 200 научных публикаций. В качестве эксперта принимал участие в процессе по делу КПСС в Конституционном Суде РФ.
Был членом Научно-консультативного совета Высшего Арбитражного Суда РФ, арбитром арбитражной комиссии Московской межбанковской валютной биржи, членом арбитражной комиссии Союза журналистов России.
Умер в 2003 году.
Сын Андрей (род. 1952) — адвокат.

## Основные работы
- «Систематизация хозяйственного законодательства» (1971);
- «Правовые формы хозяйственного расчёта в промышленных объединениях» (1977);
- «Советское законодательство и хозяйственный механизм» (1984);
- «Субъекты гражданского права» (1984).
- Избранное. М., 2005.